# Björktjärnen, Närke
Björktjärnen är en sjö i Örebro kommun i Närke och ingår i Norrströms huvudavrinningsområde. Sjön är 4,2 meter djup, har en yta på 0,207 kvadratkilometer och är belägen 215,9 meter över havet.

## Delavrinningsområde
Björktjärnen ingår i det delavrinningsområde (657467-144854) som SMHI kallar för Ovan Lekhytteån. Medelhöjden är 150 meter över havet och ytan är 48,74 kvadratkilometer. Räknas de 5 avrinningsområdena uppströms in blir den ackumulerade arean 63,83 kvadratkilometer. Garphytteån som avvattnar avrinningsområdet har biflödesordning 2, vilket innebär att vattnet flödar genom totalt 2 vattendrag innan det når havet efter 240 kilometer. Avrinningsområdet består mestadels av skog (69 procent) och jordbruk (12 procent). Avrinningsområdet har 1,73 kvadratkilometer vattenytor vilket ger det en sjöprocent på 3,1 procent. Bebyggelsen i området täcker en yta av 2,25 kvadratkilometer eller 4 procent av avrinningsområdet.